# Jojo Moyes
Pauline Sara Jo „Jojo“ Moyes (n. 4 august 1969, Londra) este o jurnalistă și scriitoare britanică.

## Biografie
După terminarea școlii a avut mai multe meserii, înainte de a studia sociologia atât la Bedford College cât și la Royal Holloway, respectiv Universitatea din Londra. Cu un stipendiu finanțat de The Independent, primit în 1992, a putut în cele din urmă să studieze cu succes jurnalismul la City University London. Cu excepția, anului 1994, când a trăit în Hong Kong și a scris pentru Sunday Morning Post, Moyes a lucrat aproape zece ani la Independent în diferite funcții.
În anul 2002, a debutat ca scriitoare cu romanul Sheltering Rain. Cu al doilea roman al ei, Foreign Fruit, câștigă pentru prima dată Romantic Novel of the Year Award, Romantic Novelists' Association. În 2011 a primit premiul pentru a doua oară, ceea ce doar câțiva scriitori au reușit, și anume pentru romanul The Last Letter From Your Lover.
Cel mai mare succes de până acum l-a avut cu romanul apărut în anul 2012 Me Before You. Romanul a fost tradus în peste 31 de limbi. Compania americană MGM a obținut în ianuarie 2013 drepturile de ecranizare pentru Me Before You.
Moyes este căsătorită și are trei copii. Locuiește din 2000 în Saffron Walden, Essex.

## Opere
- Sheltering Rain (2002)
- Foreign Fruit (2003)
- The Peacock Emporium (2004)
- The Ship of Brides (2005)
- Silver Bay (2007)
- Night Music (2008)
- The Horse Dancer (2009)
- The Last Letter From Your Lover (2010)
  - Ultima scrisoare de dragoste, Editura Litera 2013, ISBN 978-6-066-00862-4.
- Me Before You (2012)
- Honeymoon In Paris (2012)
- The Girl You Left Behind (2012)
  - Jertfa iubirii, Editura Litera 2015, ISBN 978-6-066-86499-2.
- The One Plus One (2014)
- After You (2015)